# バーブラーム・アーチャリヤ

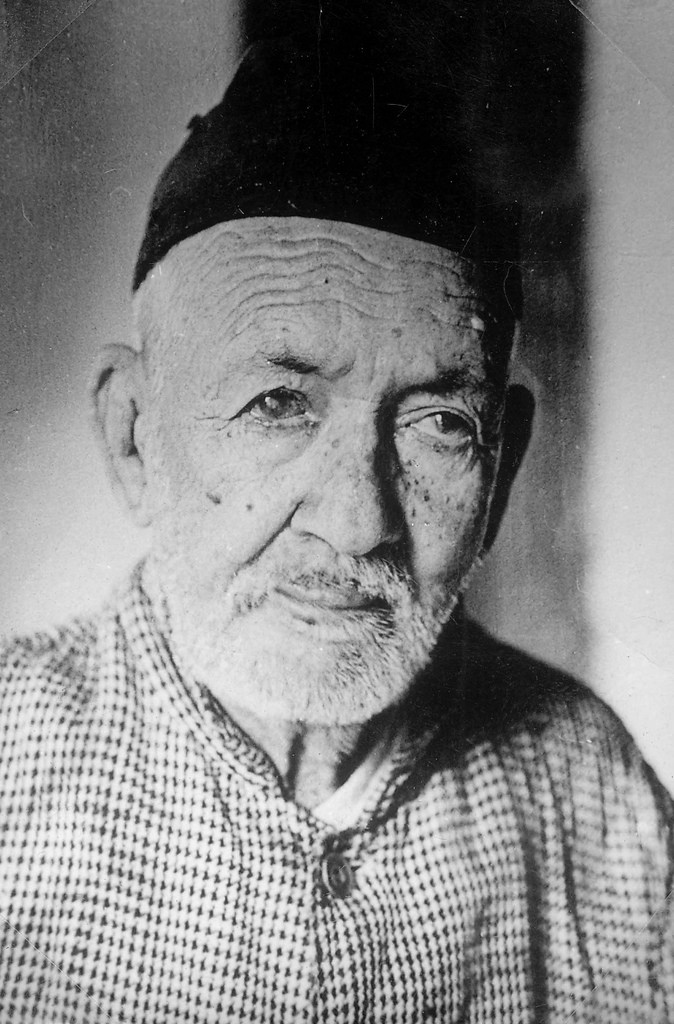

バーブラーム・アーチャリヤ（बाबुराम आचार्य, Baburam Acharya, 1888年 - 1971年）は、ネパールの歴史家。古代ネパールを主に研究対象とした。
また、ヒマラヤ山脈のエベレストにネパール名「サガルマタ」を名付けた人物でもある。